# Eric Barclay
Eric Barclay (* 17. November 1894 in Lilla Malma, Provinz Södermanland, Schweden; † 14. Januar 1938 in Bälinge bei Uppsala, Schweden) war ein schwedischer Schauspieler.

## Leben
Barclay wurde als Erik Altberg (Alsberg) in der Provinz Södermanland im Osten Schwedens geboren. Seine Eltern drängten ihn, eine solide Berufsausbildung zu absolvieren. Er studierte daher zunächst Rechtswissenschaften. Während seines Studiums spielte er jedoch bereits Theater; für das Theater hatte Barclay bereits seit seiner Jugend eine starke Affinität entwickelt. Schwedische  Schauspieler ermutigten Barclay, sodass er sich schließlich vollständig für eine Tätigkeit als Schauspieler entschied.
Als seinen ersten Filmauftritt führt die Filmdatenbank IMDb den Kurzfilm L'inconnue (1917), unter der Regie von Jacques de Baroncelli. Barclays eigentliche Filmkarriere begann im Jahre 1920 in Großbritannien mit dem Spielfilm Enchantment (1920/1921; London Film Productions) unter der Regie von Einar Bruun. Darin spielte er die Rolle des Charles Stuart; er verkörperte den Sohn eines Schmugglers, der die Tochter eines Trunkenbolds vor dem Eintritt ins Kloster bewahrt. Es folgten weitere Filme in Großbritannien unter der Regie von Einar Bruun: Judge Not (1920; an der Seite von Fay Compton) und The Corner Man (1921), mit Hugh E. Wright für Clarendon Films. In Frankreich spielte er Anfang der 1920er Jahre mehrfach in Filmen von Jacques de Baroncelli. Baroncelli vertraute ihm Hauptrollen als gutaussehender, jugendlicher Liebhaber an. In Le Rêve (1921), einer Literaturverfilmung des gleichnamigen Romans von Émile Zola, verkörperte er Felicien d'Hautecoeur, den Sohn eines Bischofs, der die junge Angelique liebt. In zeitgenössischen Kritiken wurde Barclays „ausgezeichnetes“ Spiel hervorgehoben; er spielte die Rolle „mit großer Gewandtheit und Emotion“.
In dem Spielfilm Le carillon de minuit (1922) hatte er eine Hauptrolle als Neel; er verkörperte einen der beiden rivalisierenden Brieftaubenzüchter und den Verlobten der Schwester seines Konkurrenten Fred Beyart. In La Légende de soeur Beatrix (1923) übernahm er die männliche Hauptrolle des Grafen Jehan de Gormond; er war die Jugendliebe der Titelheldin Soeur Beatrix, die das Kloster verlässt, um ihrem Geliebten zu folgen. In dem Stummfilm La flambee des reves (1924) verkörperte er René Germain, den Jugendfreund der mit einem wesentlich älteren Ehemann verheirateten weiblichen Titelheldin Claire. In dem 1921 gedrehten Film Roger la Honte spielte er als Raymond de Noirville im zweiten Teil des Films, der zehn Jahre nach der Haupthandlung des ersten Teils des Films spielt, den Sohn des Strafverteidigers Lucien de Noirville, der sich in die Tochter des Angeklagten Roger Laroque verliebt, den sein Vater einst verteidigt hatte.
1925 drehte Barclay erneut in Großbritannien. In dem Spielfilm Das Spielzeug von Paris (1925) verkörperte er, an der Seite von Lili Damita, einen jungen britischen Bohemien und Playboy, der eine junge Tänzerin heiratet, die ihm zuliebe schließlich ihre Karriere als Künstlerin aufgibt. Barclay drehte anschließend (ab 1925) mehrere Filme in Deutschland. Deutschland wurde neben Großbritannien und Frankreich zum dritten großen Betätigungsfeld Barclays als Stummfilmschauspieler. In dem Stummfilm Die drei Kuckucksuhren (1926) spielte er die Rolle des reichen Lords Ernest Clifton. Besondere Bekanntheit erreichte Barclay durch seine Mitwirkung als Herzog von Parma in Friedrich Wilhelm Murnaus Stummfilm-Klassiker Faust – eine deutsche Volkssage (1926); seine Partnerin als Herzogin von Parma war Hanna Ralph. In der dt.-französischen Ko-Produktion Das brennende Schiff (1927) spielte er den jugendlichen Liebhaber Robert d'Arcy, den Sohn des Besitzers einer Glashütte.
Weitere Filme Barclays in Deutschland waren Das Geheimnis von Genf (1927), Die Hölle von Montmartre (1927/1928), Wer das Scheiden hat erfunden (1928) und G’schichten aus dem Wienerwald (1928; als Rudi von Wiesberg).
Ab Anfang der 1930er Jahre filmte Barclay hauptsächlich in seiner Heimat Schweden. Seine letzte Mitwirkung in einem Film datiert aus dem Jahre 1934 in der schwedischen Filmkomödie Kungliga Johansson (als Gesandter und Konsul Enrique Belasco). Weitere filmische Arbeiten Barclays nach 1934 sind nicht nachgewiesen.
Barclay starb im Alter von 43 Jahren im Januar 1938 in Bälinge (Uppland), Provinz Uppland.

## Filmografie (Auswahl)
- 1917: L'inconnue (Kurzfilm)
- 1920: Enchantment
- 1920: Judge Not
- 1921: The Corner Man
- 1921: Le rêve (Romanverfilmung)
- 1921/1924: Roger La Honte
- 1922: Le carillon de minuit
- 1923: La légende de soeur Béatrix
- 1923: La flambée des rêves
- 1925: Das Spielzeug von Paris
- 1926: Faust – eine deutsche Volkssage
- 1926: Die drei Kuckucksuhren
- 1927: Das brennende Schiff
- 1927: Das Geheimnis von Genf
- 1927/1928: Die Hölle von Montmartre
- 1928: Wer das Scheiden hat erfunden
- 1928: G’schichten aus dem Wienerwald
- 1930: Charlotte Löwensköld
- 1931: Hans Majestät får vänta
- 1934: Kungliga Johansson